# جی گوئده
جی گوئده (به انگلیسی: Jay Goede) (زادهٔ ۲ نوامبر ۱۹۶۳) بازیگر آمریکایی است.
از فیلم‌های معروف او می‌توان به بازی در فیلم اتان فروم اشاره کرد.